# Rieppeleon brachyurus
Rieppeleon brachyurus là một loài thằn lằn trong họ Chamaeleonidae. Loài này được Günther mô tả khoa học đầu tiên năm 1893.